# 富士箱根伊豆国立公园
富士箱根伊豆国立公园（日语：／），位于日本山梨县、静冈县、神奈川县和东京都境内，是1936年被日本政府指定的国立公园。

## 概要
富士箱根伊豆國立公園總面積為121,695公頃，涵蓋一都三縣。主要由富士山、箱根、伊豆半岛和伊豆诸岛四部分组成，以火山活动和丰富的温泉资源而著称，是日本的主要旅游观光地之一。年遊客達一億人次以上。
| 都道府縣 | 靜岡縣 | 山梨縣 | 東京都 | 神奈川縣 | 其他 |
| -------- | ------ | ------ | ------ | -------- | ---- |
| 面積比   | 38.4%  | 30.2%  | 22.6%  | 8.5%     | 0.3% |

## 歴史
- 1936年2月1日：富士箱根國立公園與十和田國立公園（現十和田八幡平國立公園）、吉野熊野國立公園、大山國立公園（現大山隱岐國立公園）一同成立。
- 1955年3月15日：合併伊豆半島地域，更名為現在的富士箱根伊豆國立公園。
- 1964年7月7日：合併伊豆諸島地域的國定公園「伊豆七島國定公園（1955年4月1日指定）」。
- 2017年3月30日：作為富士箱根伊豆國立公園指定80周年紀念事業的一環，選出「富士山風景100選」。

## 主要指定地
分為「富士山」、「箱根」、「伊豆半島」、「伊豆諸島」四大區域。

### 富士山地區
富士山與其火山地形。
- 富士山
- 富士五湖
  - 本栖湖、精進湖、西湖、河口湖、山中湖
- 田貫湖
- 青木原
- 白絲瀑布
- 小田貫濕原（日语：小田貫湿原）

富士山地域的「特別保護地區」如下。
| 自治體                         | 面積（ha） |
| ------------------------------ | ---------- |
| 山梨縣富士吉田市內             | 533        |
| 西八代郡上九一色村內           | 1,133      |
| 南都留郡山中湖村內             | 57         |
| 南都留郡富士河口湖町內         | 6          |
| 南都留郡鳴澤村內               | 1,500      |
| 靜岡縣富士宮市內               | 463        |
| 富士市內                       | 38         |
| 御殿場市內                     | 287        |
| 駿東郡小山町內                 | 220        |
| 富士山頂淺間神社奧宮境內地全部 | 405        |

### 箱根地區
箱根山與其火山地形。
- 箱根山破火山口與中央火口丘
- 蘆之湖
- 箱根溫泉

### 伊豆半島
陡峭海岸線。第四紀火山侵蝕形成的山稜與活動中的伊豆東部火山群。
東部
- 多賀火山（日语：多賀火山）[9]
- 天城山
- 大室山 (伊東市)（日语：大室山 (静岡県)）[10]
- 城崎海岸（日语：城ヶ崎海岸）

西部
- 達磨山（日语：達磨山）
- 井田火山[9]
- 棚場火山[9]

### 伊豆諸島
八丈島以北的島嶼海岸線及火山地形。
- 大島
- 利島
- 新島
- 式根島
- 神津島
- 三宅島
- 御藏島
- 八丈島
- 八丈小島

## 照片集

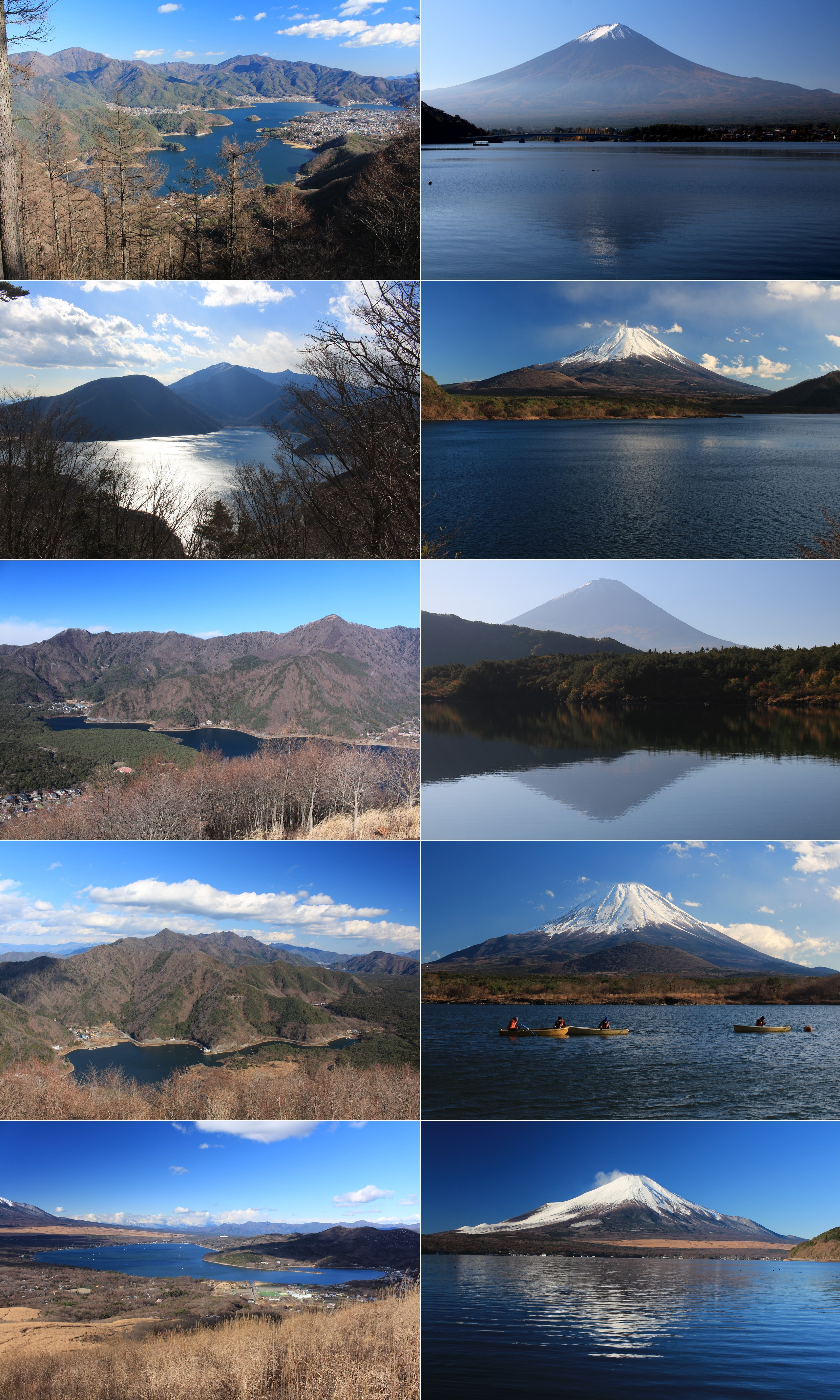
富士五湖與富士山
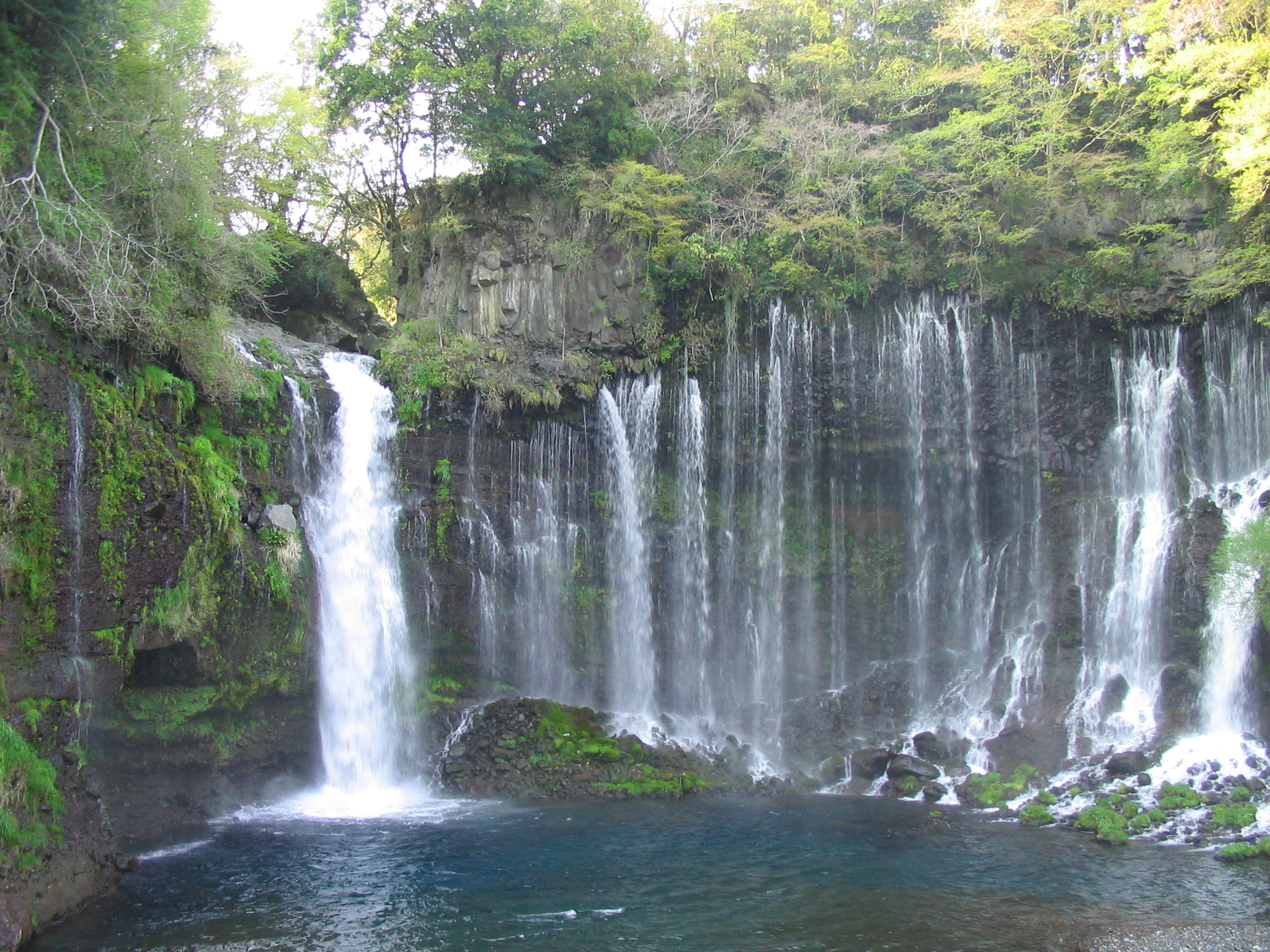
富士山融水從岩層湧出所形成的白絲瀑布
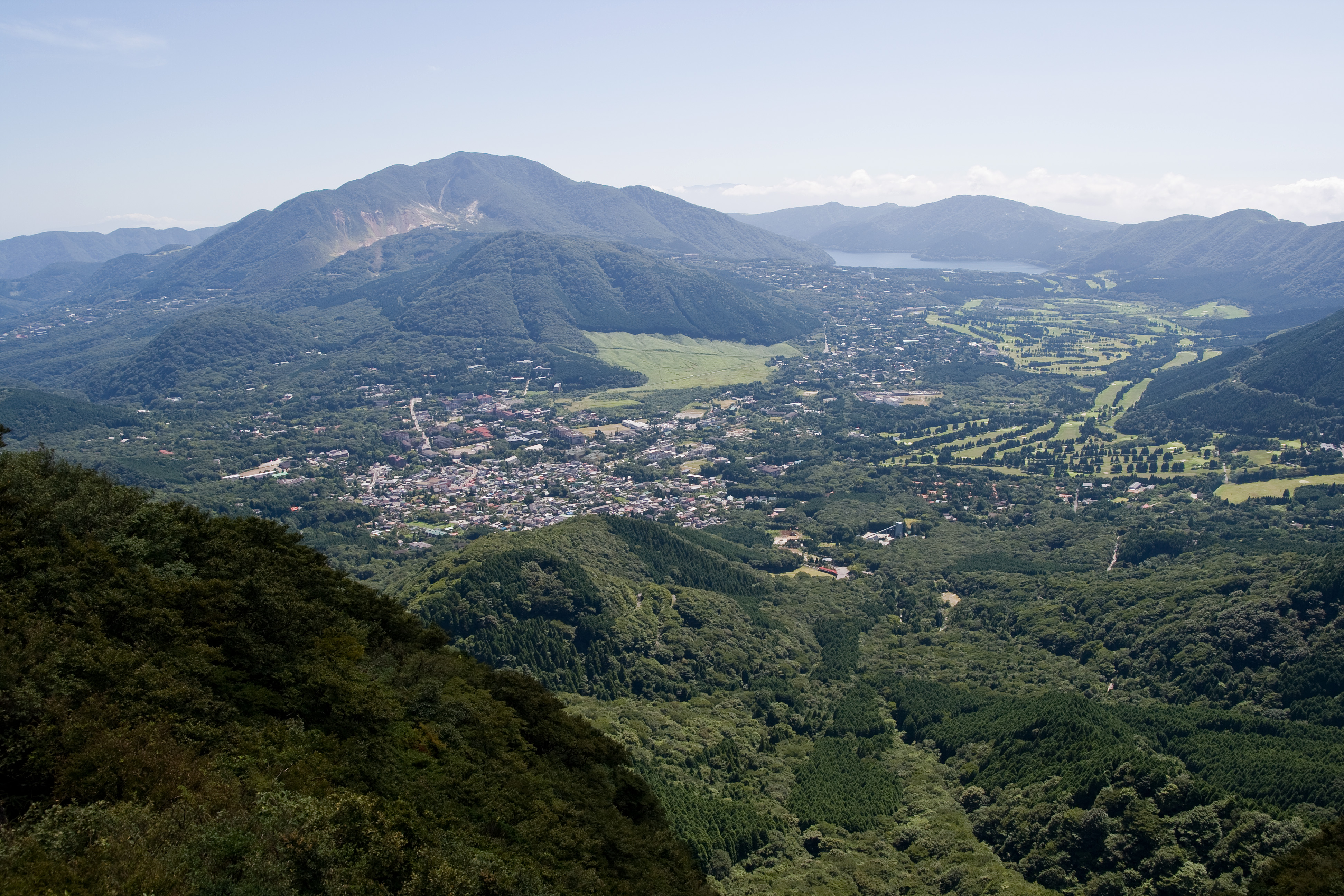
箱根山破火山口
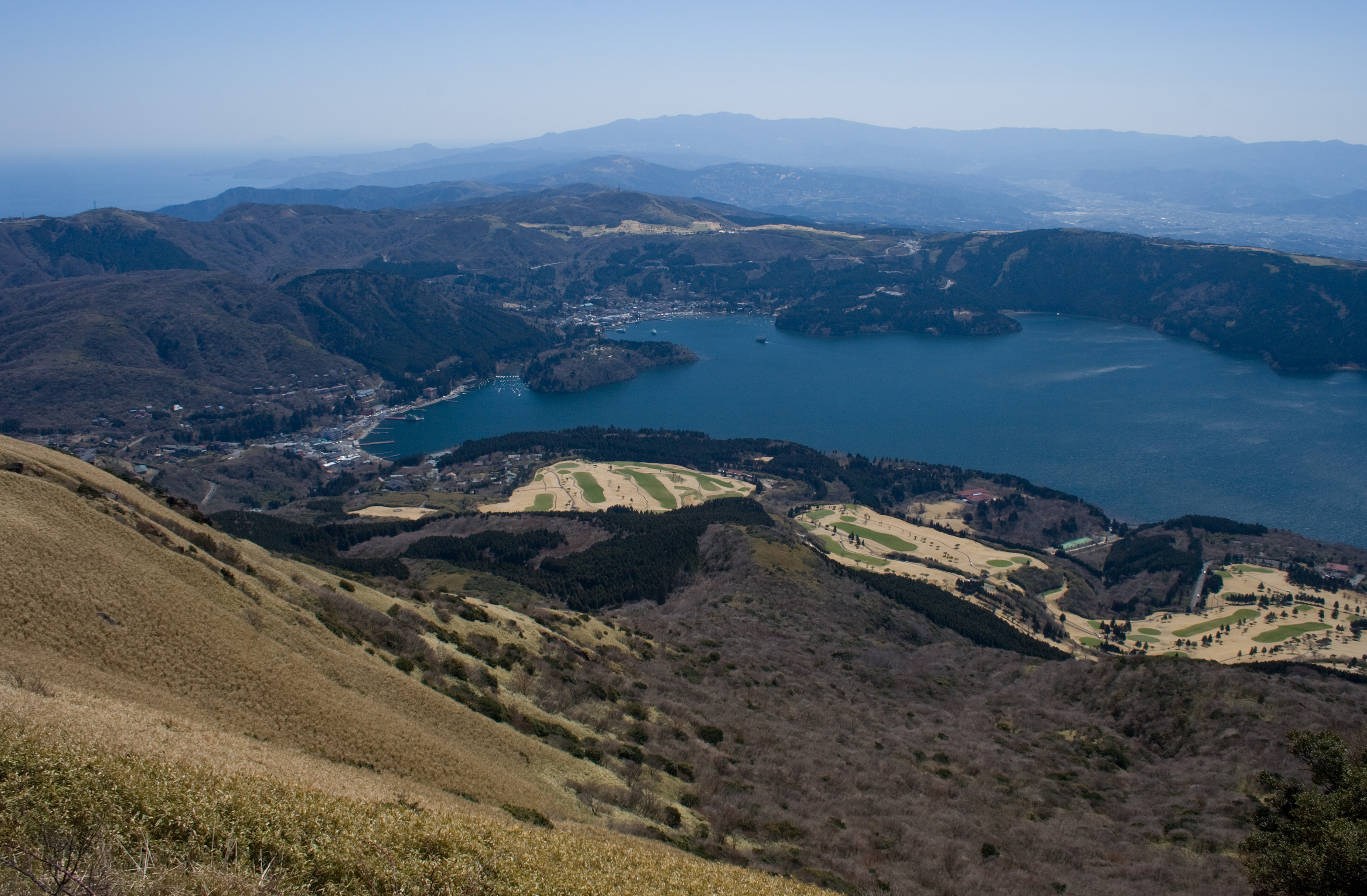
蘆之湖與伊豆東部山稜，最後方是天城山
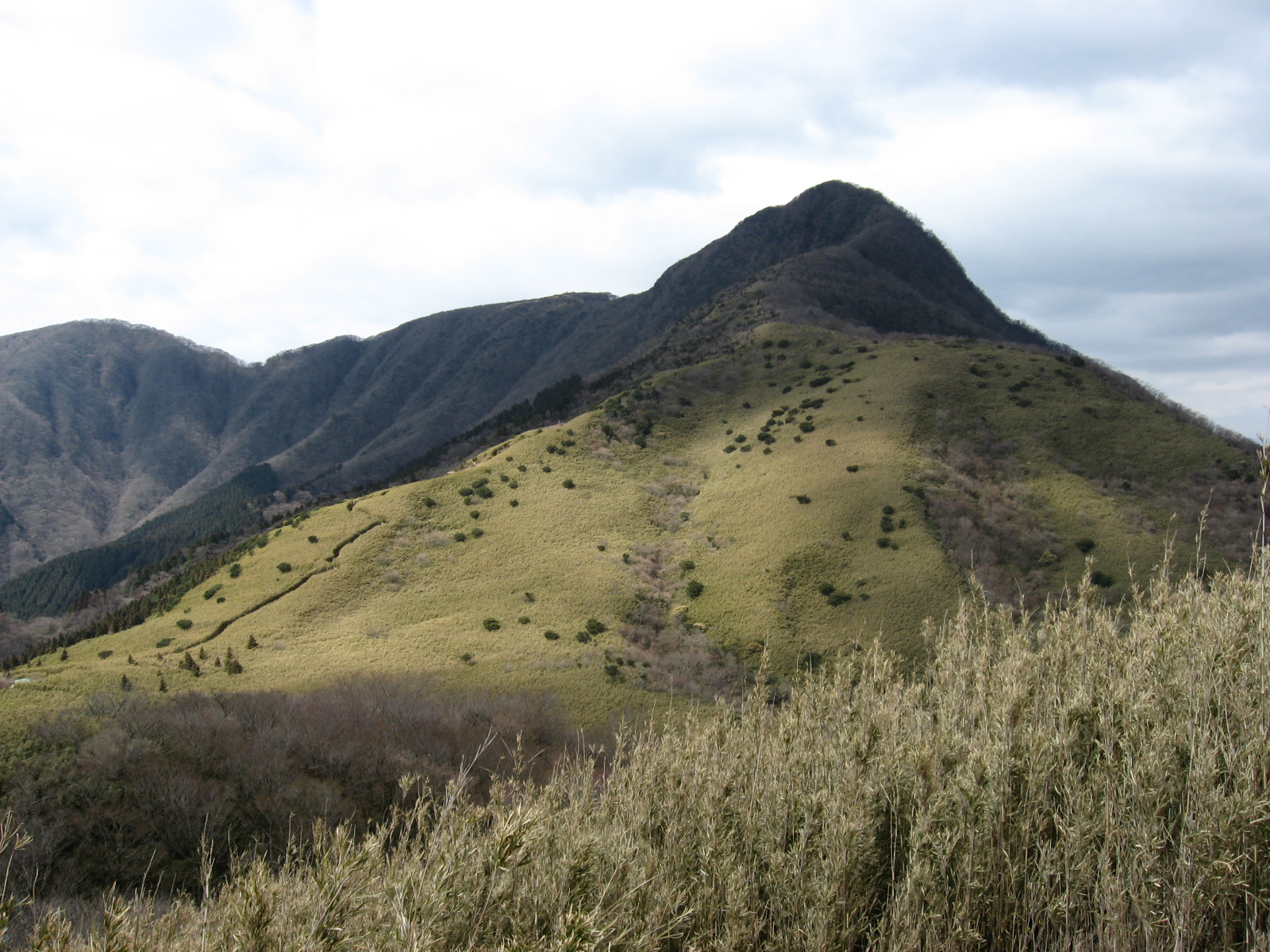
箱根山側火山金時山（日语：金時山）
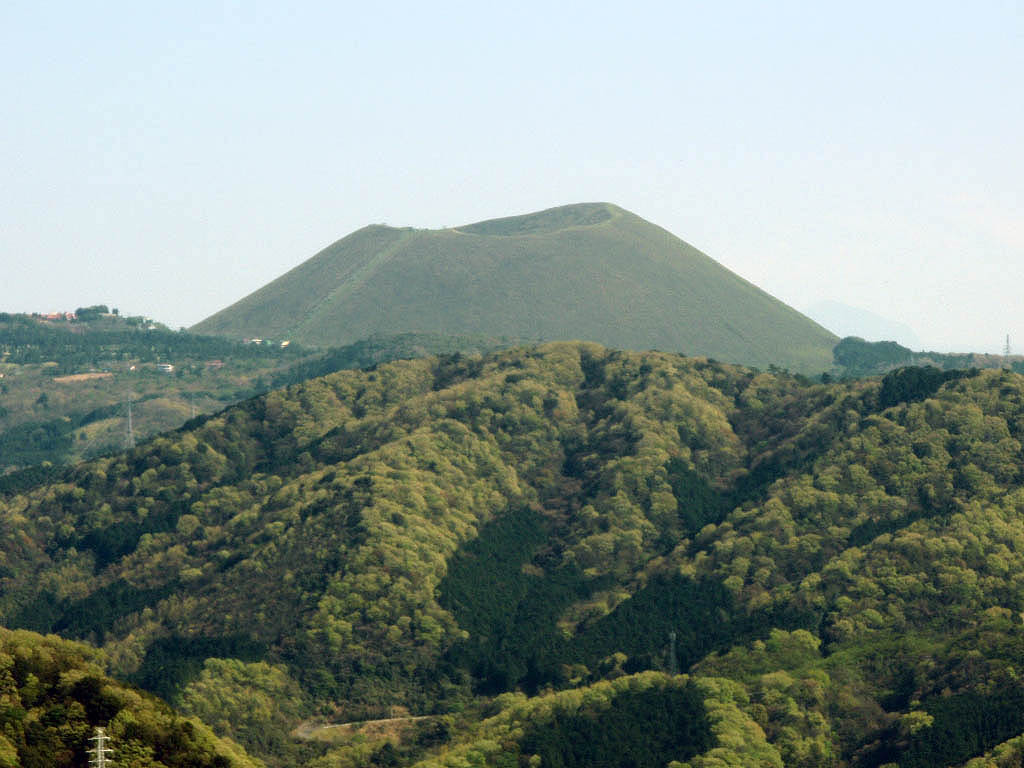
伊東市大室山（日语：大室山 (静岡県)）
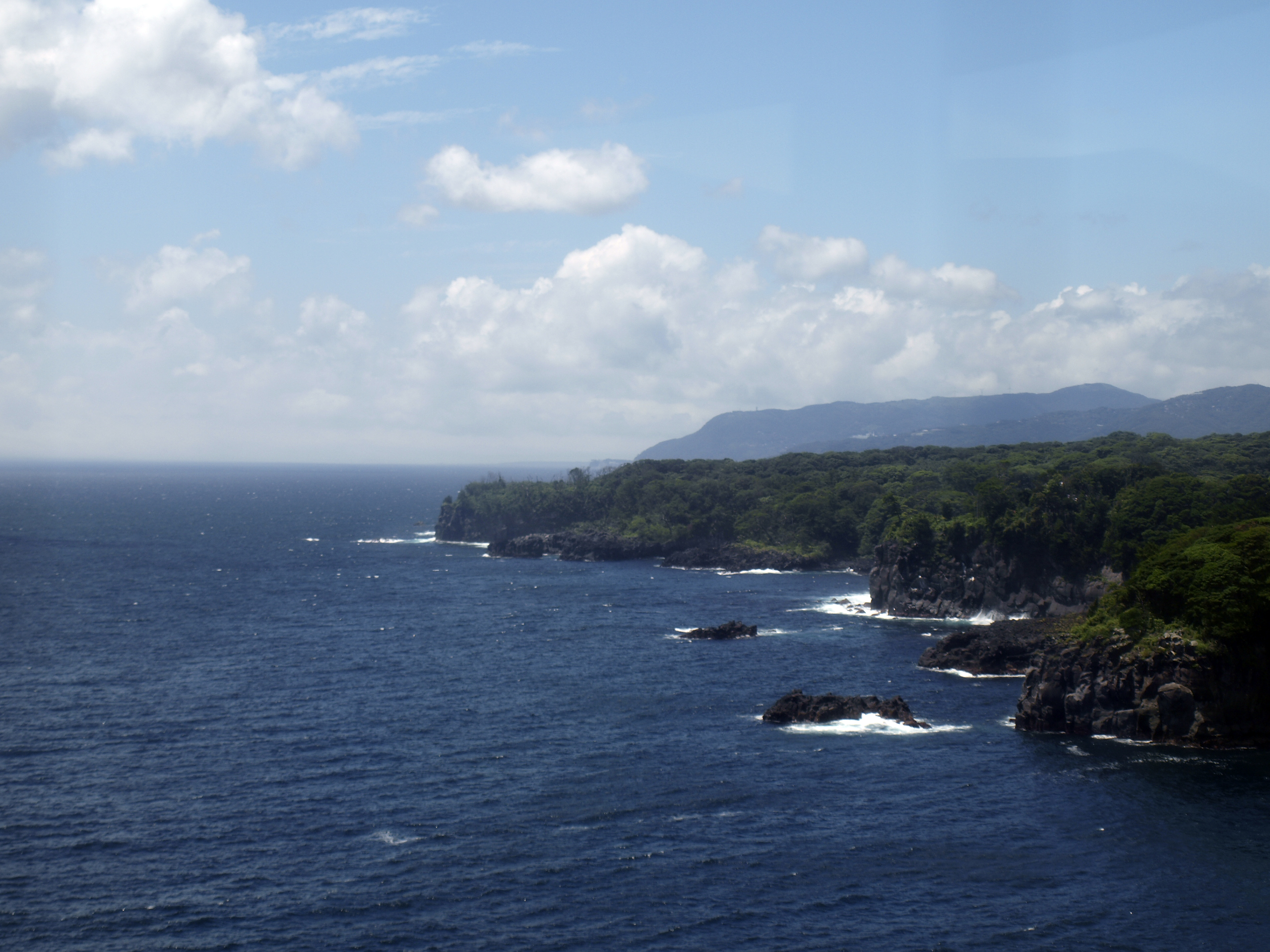
城崎海岸（日语：城ヶ崎海岸）
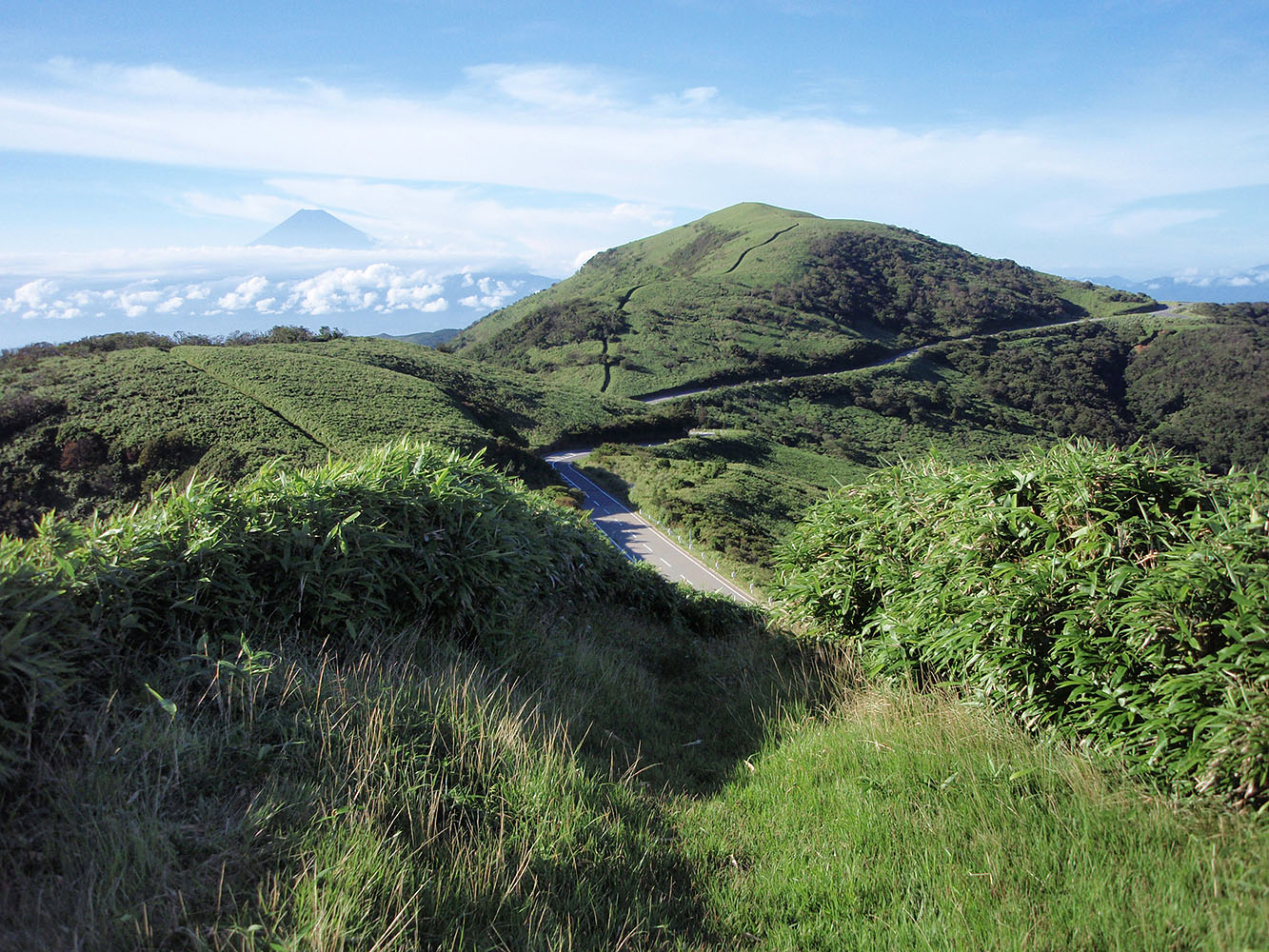
達磨山（日语：達磨山）
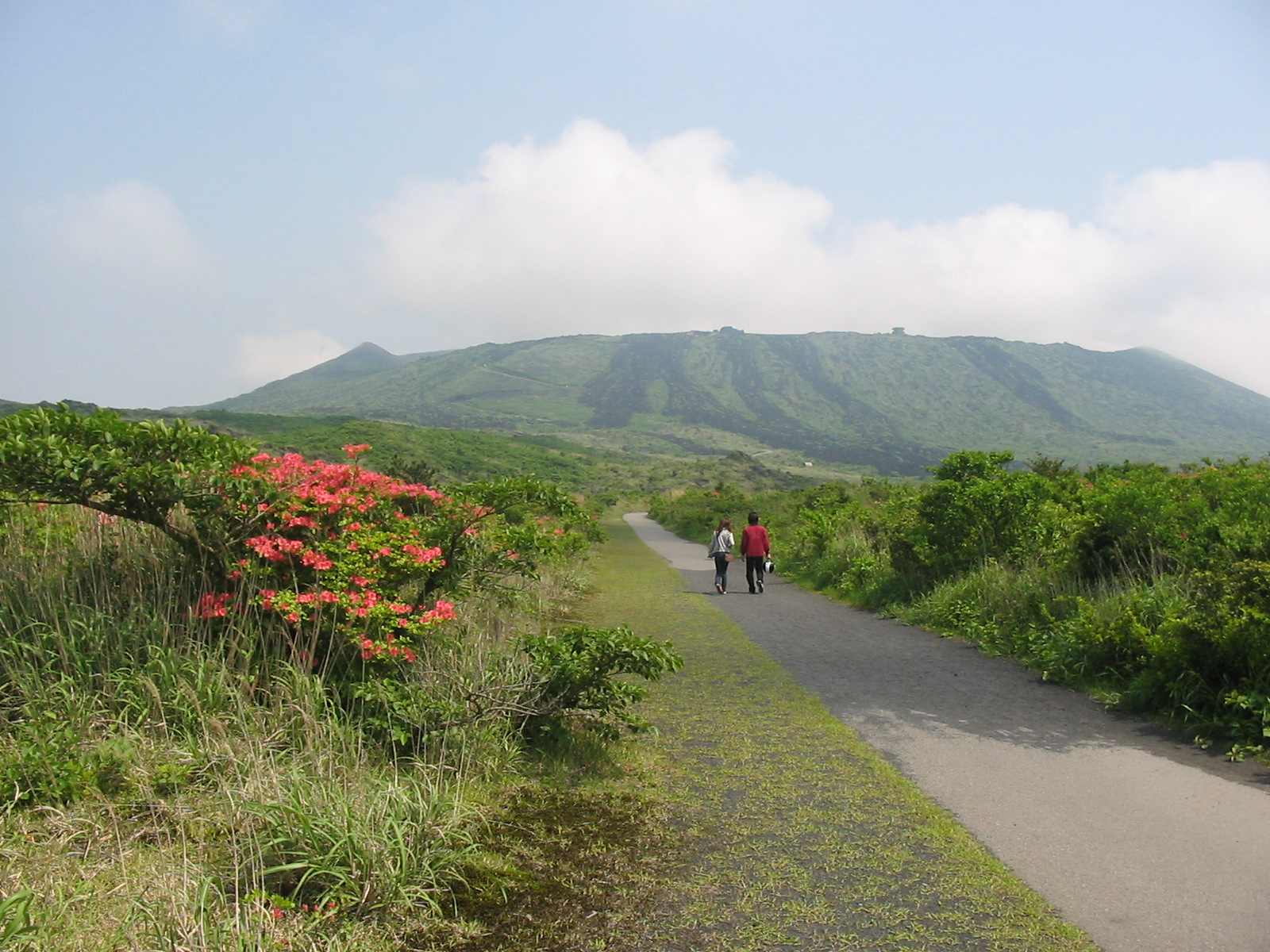
大島三原山
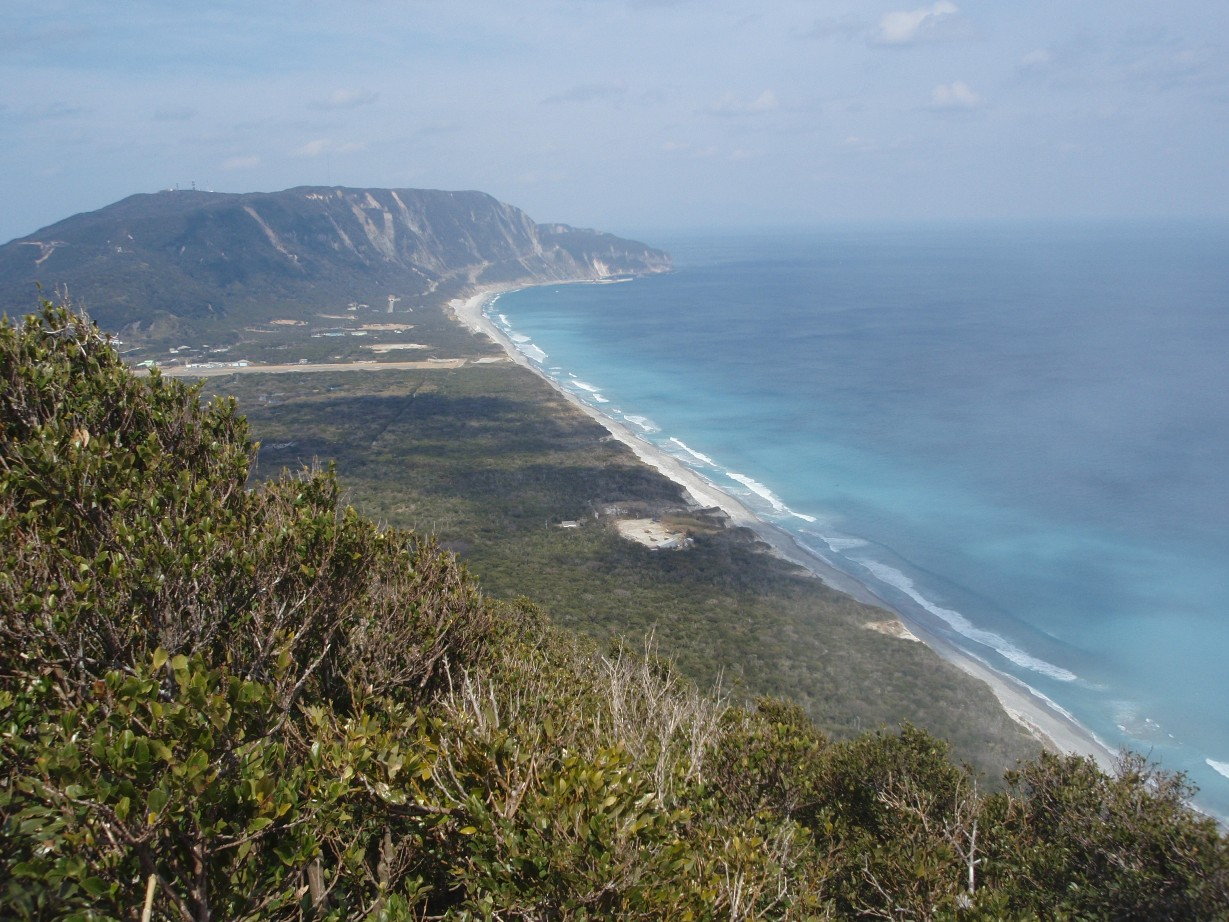
新島
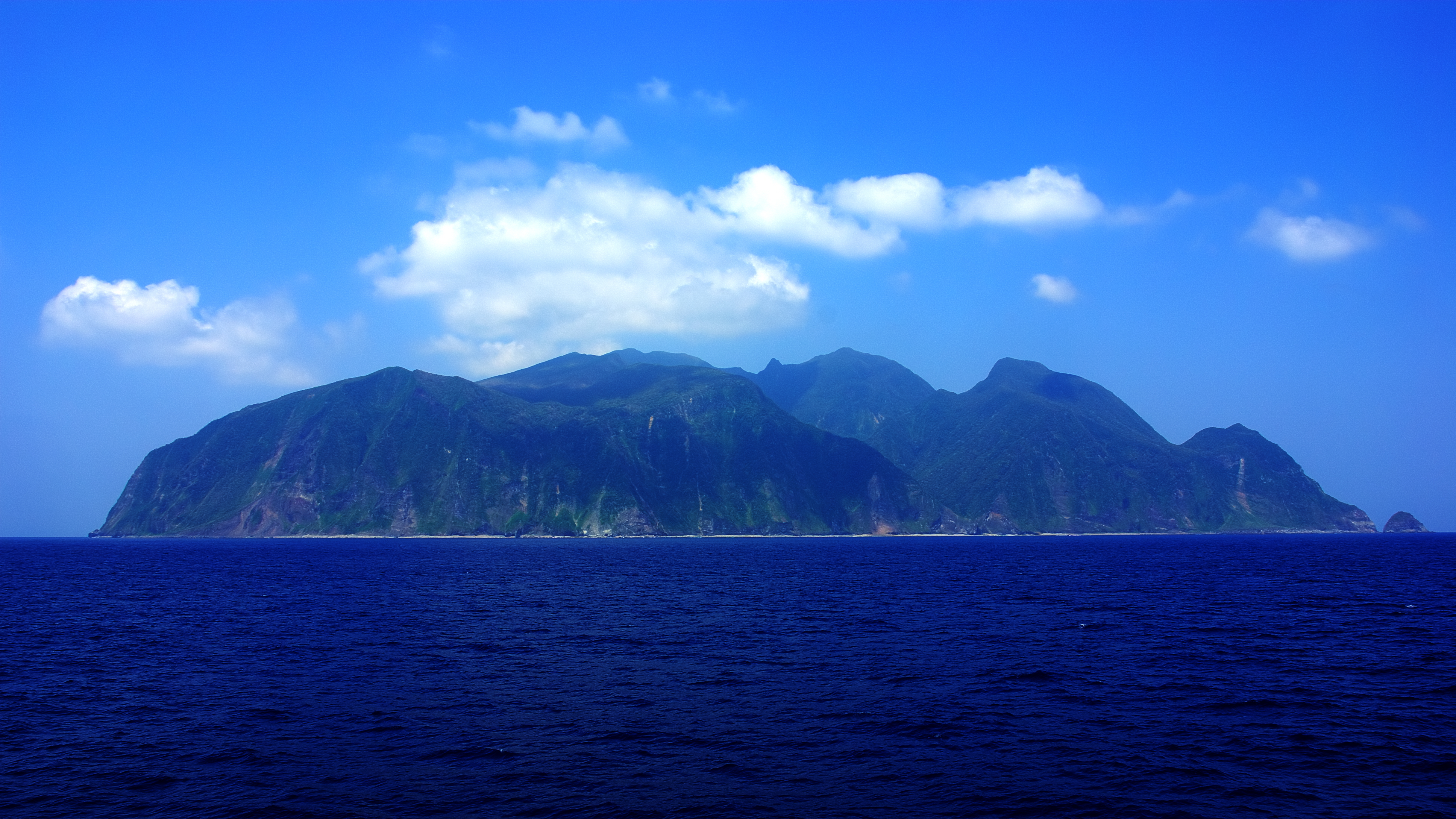
御藏島
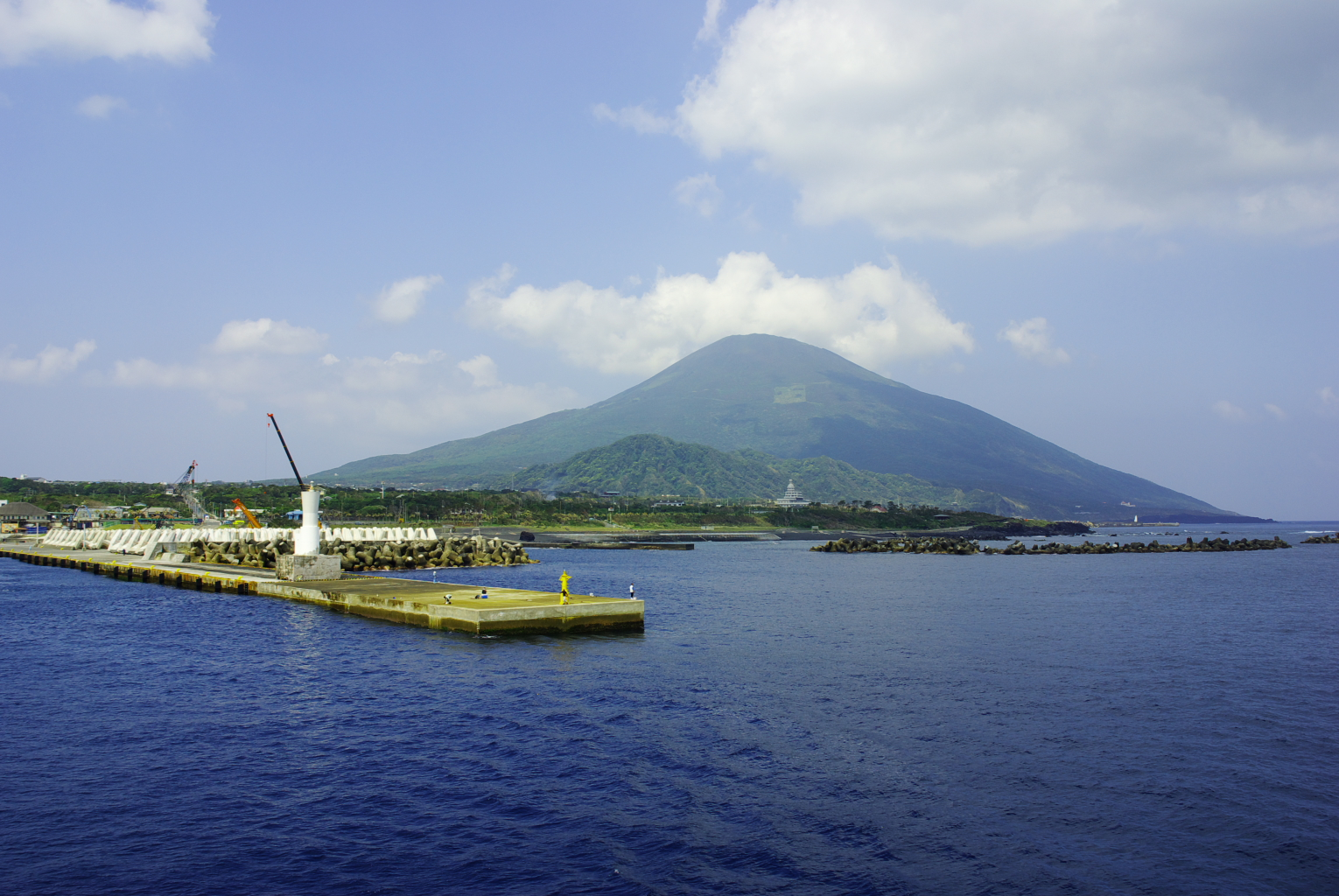
八丈島西山

## 集團設施地區、遊客中心
| 地區名 | 面積    | 所在地                     | 使用人數（人） |
| ------ | ------- | -------------------------- | -------------- |
| 大島   | 372.2ha | 東京都大島町               | 167,000        |
| 多幸灣 | 29.5ha  | 東京都神津島村             | 16,000         |
| 湖尻   | 118.1ha | 神奈川縣足柄下郡箱根町     | 5,315,000      |
| 畑引山 | 44.4ha  | 神奈川縣足柄下郡箱根町     | 64,000         |
| 本栖   | 129.5ha | 山梨縣南都留郡富士河口湖町 | 1,120,000      |
| 田貫湖 | 194.3ha | 靜岡縣富士宮市             | 337,000        |
| 湊     | 14.5ha  | 靜岡縣賀茂郡南伊豆町       | 192,000        |

| 中心名                     | 設置者 | 所在地                               | 使用人數（人） |
| -------------------------- | ------ | ------------------------------------ | -------------- |
| 箱根遊客中心               | 環境省 | 神奈川縣足柄下郡箱根町元箱根164      | 55,089         |
| 田貫湖交流自然塾           | 環境省 | 靜岡縣富士宮市佐折633−14             | 105,393        |
| 八丈遊客中心               | 東京都 | 東京都八丈町大賀鄉2843               | 41,223         |
| 山梨縣立富士山世界遺產中心 | 山梨縣 | 山梨縣南都留郡富士河口湖町船津6663-1 | 495,079        |